# 레자 식소 사파이
레자 식소 사파이(Reza Sixo Safai, 1972년 1월 1일 ~ )는 미국의 영화 감독, 배우이다.
이란에서 태어났다.

## 영화
- 페르시안 커넥션 (2016년) - 베흐루즈 역